# Mecyclothorax rusticus
Mecyclothorax rusticus är en skalbaggsart som beskrevs av Sharp 1903. Mecyclothorax rusticus ingår i släktet Mecyclothorax och familjen jordlöpare. Inga underarter finns listade i Catalogue of Life.